# Troglodytes brunneicollis
A Troglodytes brunneicollis a madarak osztályának verébalakúak (Passeriformes) rendjébe és az ökörszemfélék (Troglodytidae) családjába tartozó faj.

## Rendszerezése
A fajt Philip Lutley Sclater angol ügyvéd és zoológus írta le 1858-ban. Egyes szervezetek szerint a indiánökörszem (Troglodytes aedon) alfaja Troglodytes aedon brunneicollis néven.

## Előfordulása
Mexikó területén honos.

## Természetvédelmi helyzete
A Természetvédelmi Világszövetség Vörös listáján nem szerepel.